# Associazione Sportiva Viterbese Calcio 2006-2007
Questa pagina raccoglie le informazioni riguardanti l'Associazione Sportiva Viterbese Calcio nelle competizioni ufficiali della stagione 2006-2007.

## Rosa
| N. |                      | Ruolo | Calciatore             |
| -- | -------------------- | ----- | ---------------------- |
|    | Italia (bandiera)    | C     | Fabrizio Antonini      |
|    | Italia (bandiera)    | C     | Andrea Bagnato         |
|    | Italia (bandiera)    | D     | Alberto Balagna        |
|    | Italia (bandiera)    | C     | Andrea Bussi           |
|    | Italia (bandiera)    | C     | Alessandro Campagna    |
|    | Argentina (bandiera) | A     | Franco Chiavarini      |
|    | Italia (bandiera)    | C     | Antonio Cordisco       |
|    | Italia (bandiera)    | C     | Enrico Cortese         |
|    | Italia (bandiera)    | A     | Simone Di Iorio        |
|    | Italia (bandiera)    | C     | Riccardo Di Leonardo   |
|    | Italia (bandiera)    | D     | Massimiliano Farris    |
|    | Italia (bandiera)    | P     | Eros Favaretto         |
|    | Italia (bandiera)    | P     | Patrizio Fimiani       |
|    | Italia (bandiera)    | D     | Cristiano Gagliarducci |

| N. |                    | Ruolo | Calciatore                    |
| -- | ------------------ | ----- | ----------------------------- |
|    | Italia (bandiera)  | D     | Elia Giansante                |
|    | Italia (bandiera)  | C     | Luca Giunchi                  |
|    | Italia (bandiera)  | C     | Vincenzo Patrick Guglielmelli |
|    | Italia (bandiera)  | D     | Daniele Ingiosi               |
|    | Italia (bandiera)  | D     | Luca Locatelli                |
|    | Italia (bandiera)  | C     | Alessandro Lolli              |
|    | Italia (bandiera)  | C     | Davide Oresti                 |
|    | Italia (bandiera)  | D     | Luca Pinali                   |
|    | Italia (bandiera)  | C     | Fabio Ribecco                 |
|    | Italia (bandiera)  | A     | Giovanni Tiberi               |
|    | Italia (bandiera)  | C     | Jacopo Venturini              |
|    | Francia (bandiera) | D     | Win Long Willemin             |
|    | Italia (bandiera)  | C     | Massimiliano Zazzetta         |